# ألبرت إتش بوكر
ألبرت إتش بوكر (بالإنجليزية: Albert H. Bowker)‏ هو إحصائي أمريكي، ولد في 8 سبتمبر 1919 في Winchendon, Massachusetts ‏ في الولايات المتحدة، وتوفي في 20 يناير 2008 في بورتولا فالي في الولايات المتحدة بسبب سرطان البنكرياس.

## وصلات خارجية
- ألبرت إتش بوكر على موقع إن إن دي بي (الإنجليزية)